# Spoorlijn Oslo - Kornsjø
De spoorlijn Oslo - Kornsjø ook wel Østfoldbanen genoemd is een Noorse spoorlijn tussen de hoofdstad Oslo en de grensplaats Kornsjø in de gemeente Halden in fylke Østfold. Het traject sluit aan op de Dalslands Järnväg naar het Zweedse Mellerud en vandaar uit op de Vänernbanan naar Göteborg.

## Geschiedenis
Østfoldbanen loopt vanaf Oslo Sentralstasjon naar Ski. Na Ski splitst de lijn zich in een westelijke en een oostelijke tak. De oostelijke tak, via Spydeberg en Rakkestad naar Halden werd op 2 januari 1879 geopend, het westelijke traject  via  Rygge, Fredrikstad en Sarpsborg in 1882.

## Treindiensten
De Norges Statsbaner verzorgt het personenvervoer op dit traject met NSB Regiontog- en RB-treinen. De treindienst wordt sinds 2001 uitgevoerd met treinstellen van het type BM 73b.
- IC 01 / 99: Oslo S - Ski - Moss - Rygge - Fredrikstad - Sarpsborg - Halden - Ed - Öxnered - Trolhätten - Göteborg C

De treindienst wordt uitgevoerd met treinstellen van het type BM 69 en het type BM 72.
- RB 01: Oslo S - Ski - Moss - Rygge - Råde - Fredrikstad - Sarpsborg - Halden
- RB 550: Spikkestad - Oslo - Moss

## Aansluitingen
In de volgende plaatsen was of is er een aansluiting van de volgende treindiensten:

### Oslo Sentralstasjon
- Bergensbanen, spoorlijn tussen Bergen en Oslo S
- Drammenbanen, spoorlijn tussen Drammen en Oslo S
- Dovrebanen, spoorlijn tussen Trondheim en Oslo S
- Sørlandsbanen, spoorlijn tussen Stavanger en Oslo S
- Gjøvikbanen, spoorlijn tussen Gjøvik en Oslo S
- Kongsvingerbanen, spoorlijn tussen Magnor en Oslo S
- Hovedbanen, spoorlijn tussen Eidsvoll en Oslo S
- Gardermobanen, spoorlijn tussen Nye Eidsvoll en Oslo S
- Follobanen, spoorlijn tussen Ski en Oslo S

### Ski
Van Ski begint het westelijk traject via Rygge, Fredrikstad naar Sarpsborg en een oostelijk traject via Rakkestad naar Sarpsborg.
- Follobanen spoorlijn tussen Oslo S en Ski

### Kornsjø
- Dalslands Järnväg spoorlijn tussen Sunnanå en Kornsjø met aansluiting op de Vänernbanan naar Göteborg en Kil

## Elektrische tractie
Het traject werd geëlektrificeerd met een spanning van 15.000 volt 16 2/3 Hz wisselstroom.

## Afbeeldingen

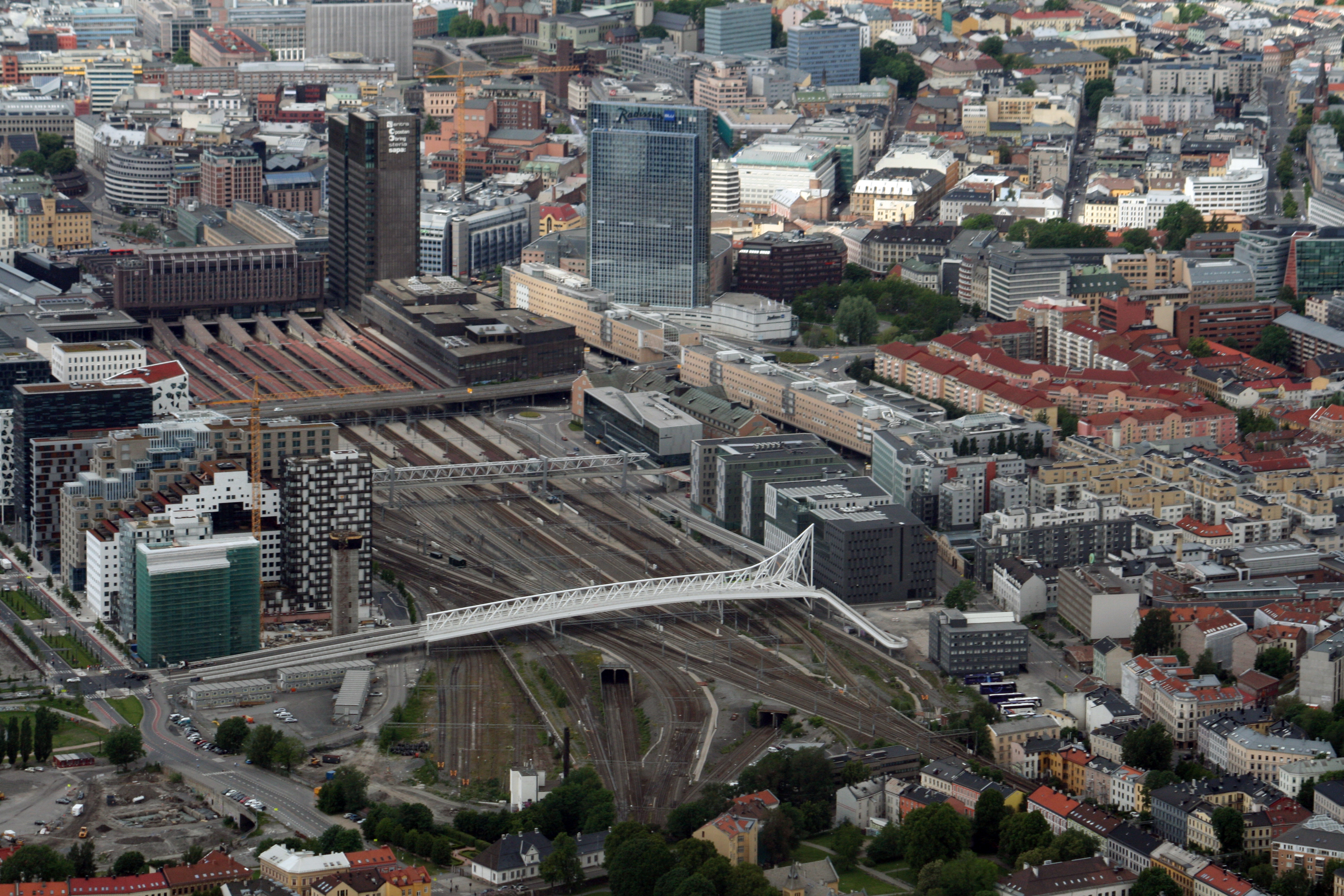
Oslo centraal station
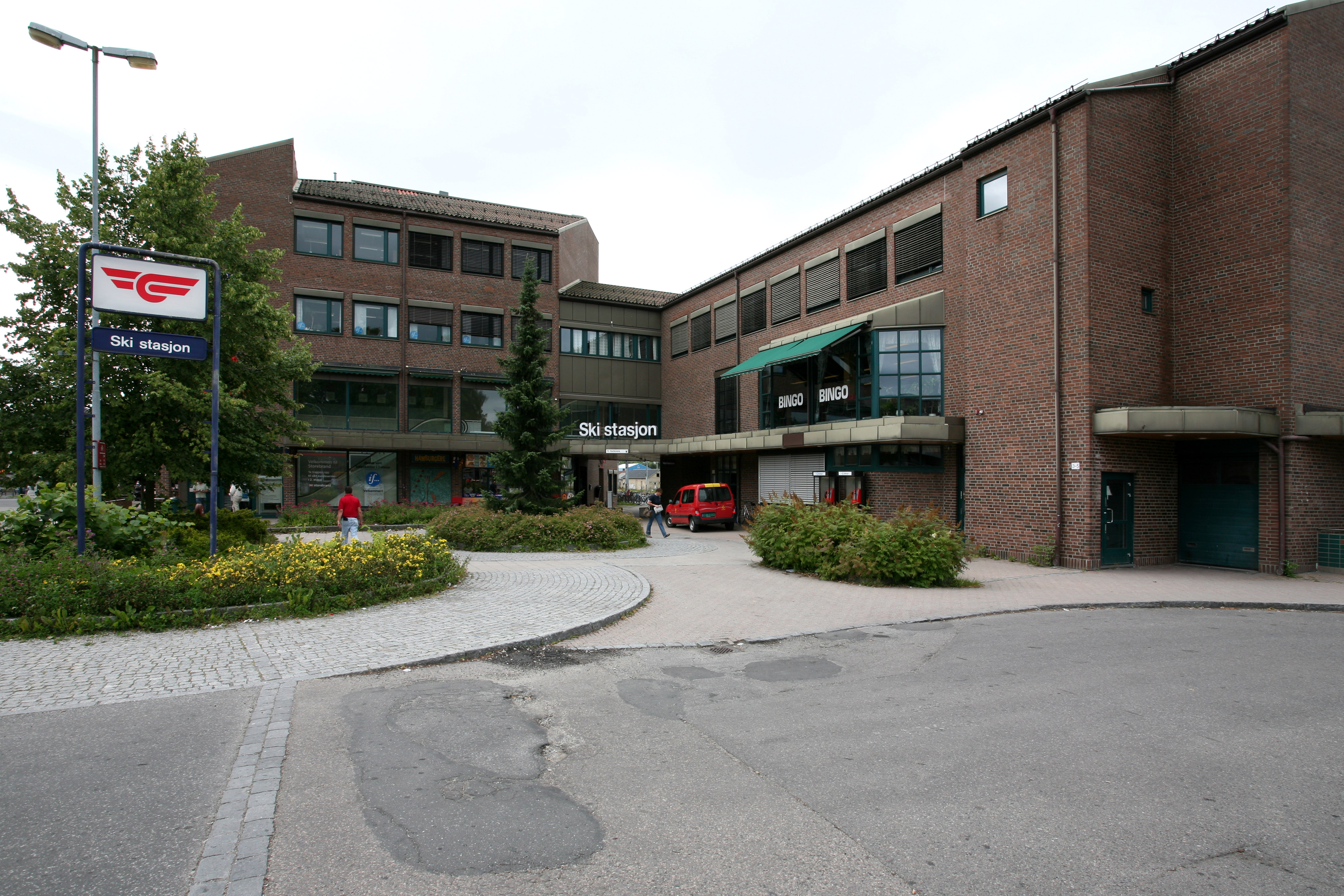
Station Ski voor de verbouwing
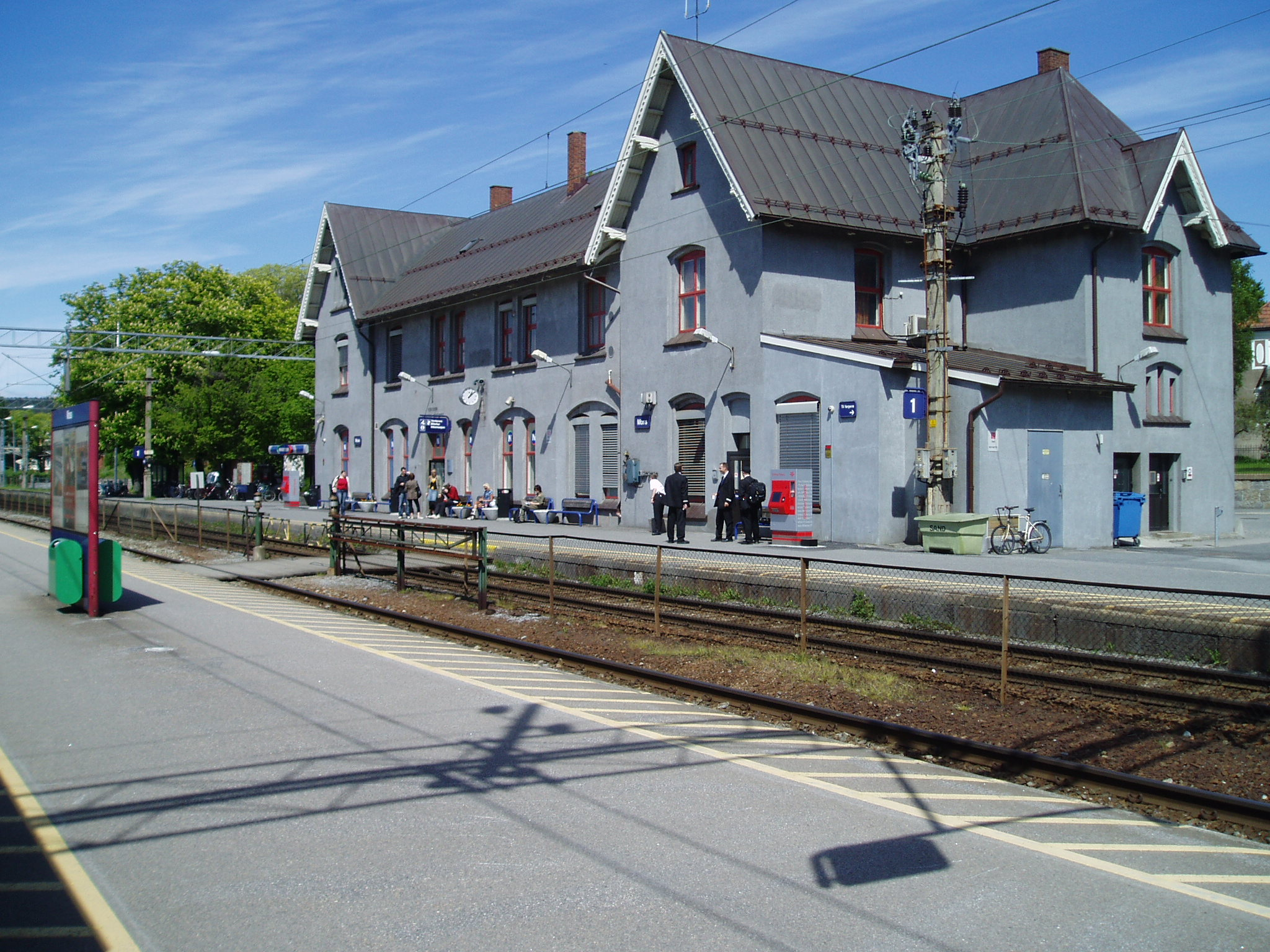
Station Moss
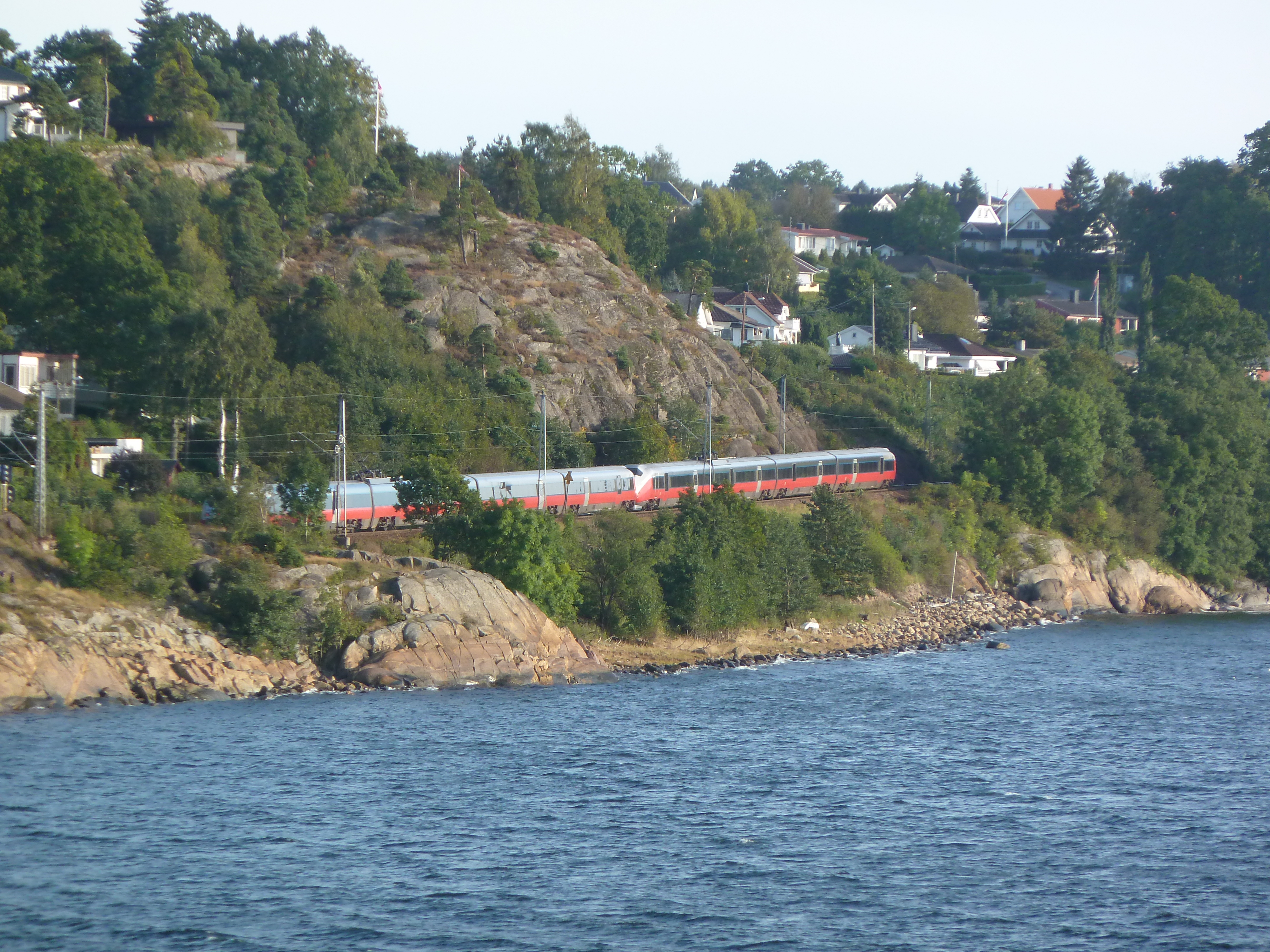
Bij Moss
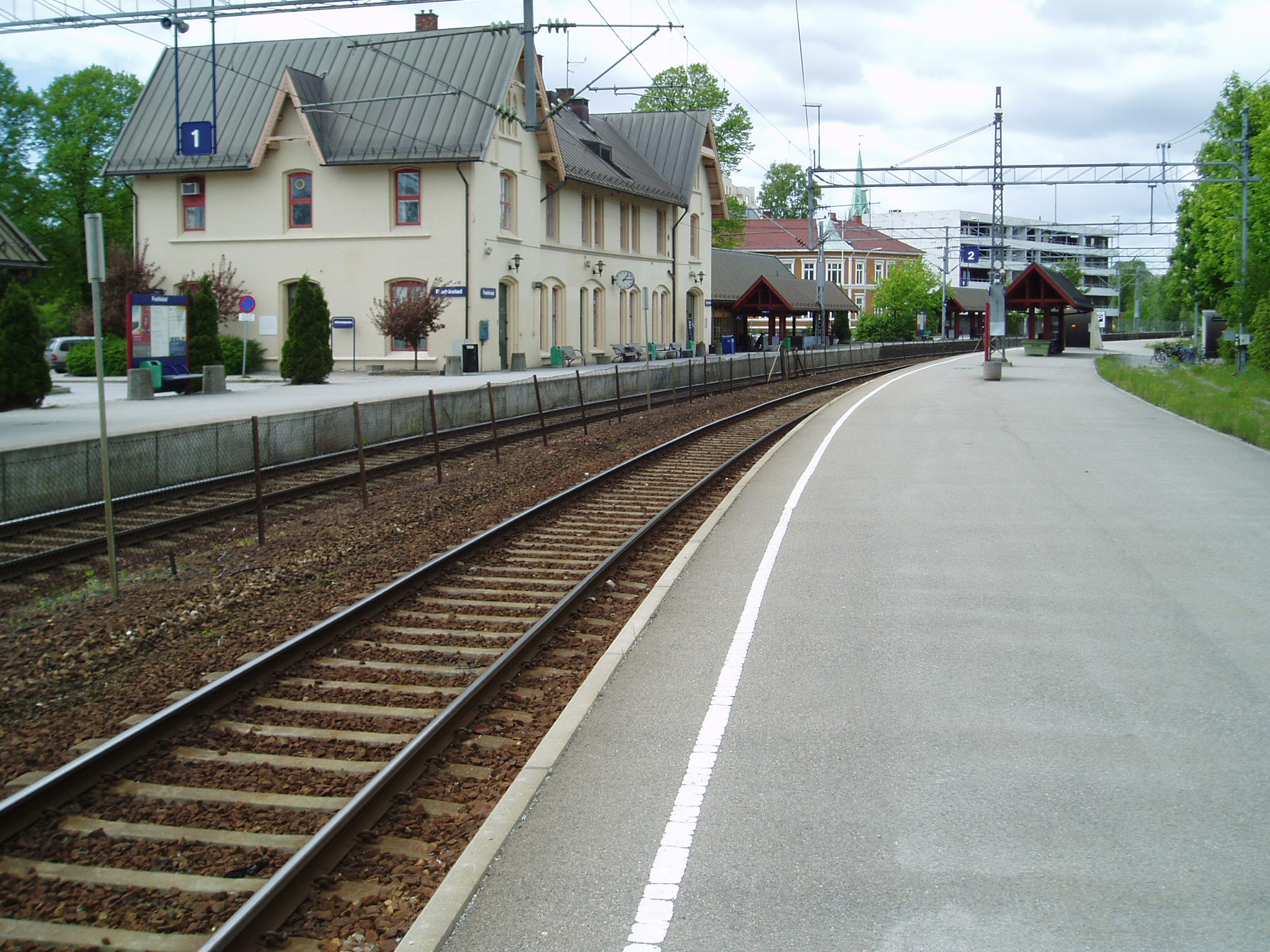
Station Fredrikstad
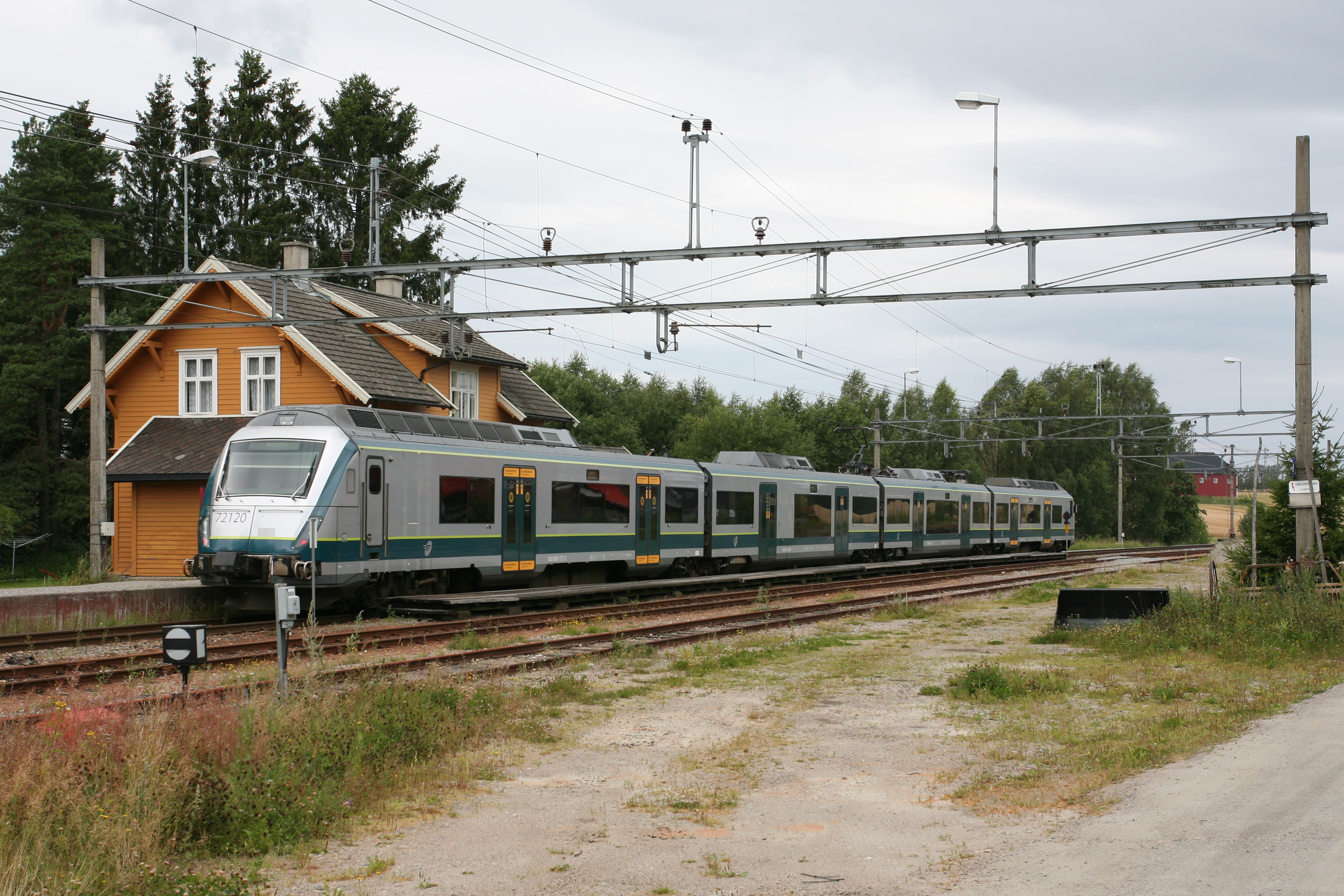
Station Kråkstad
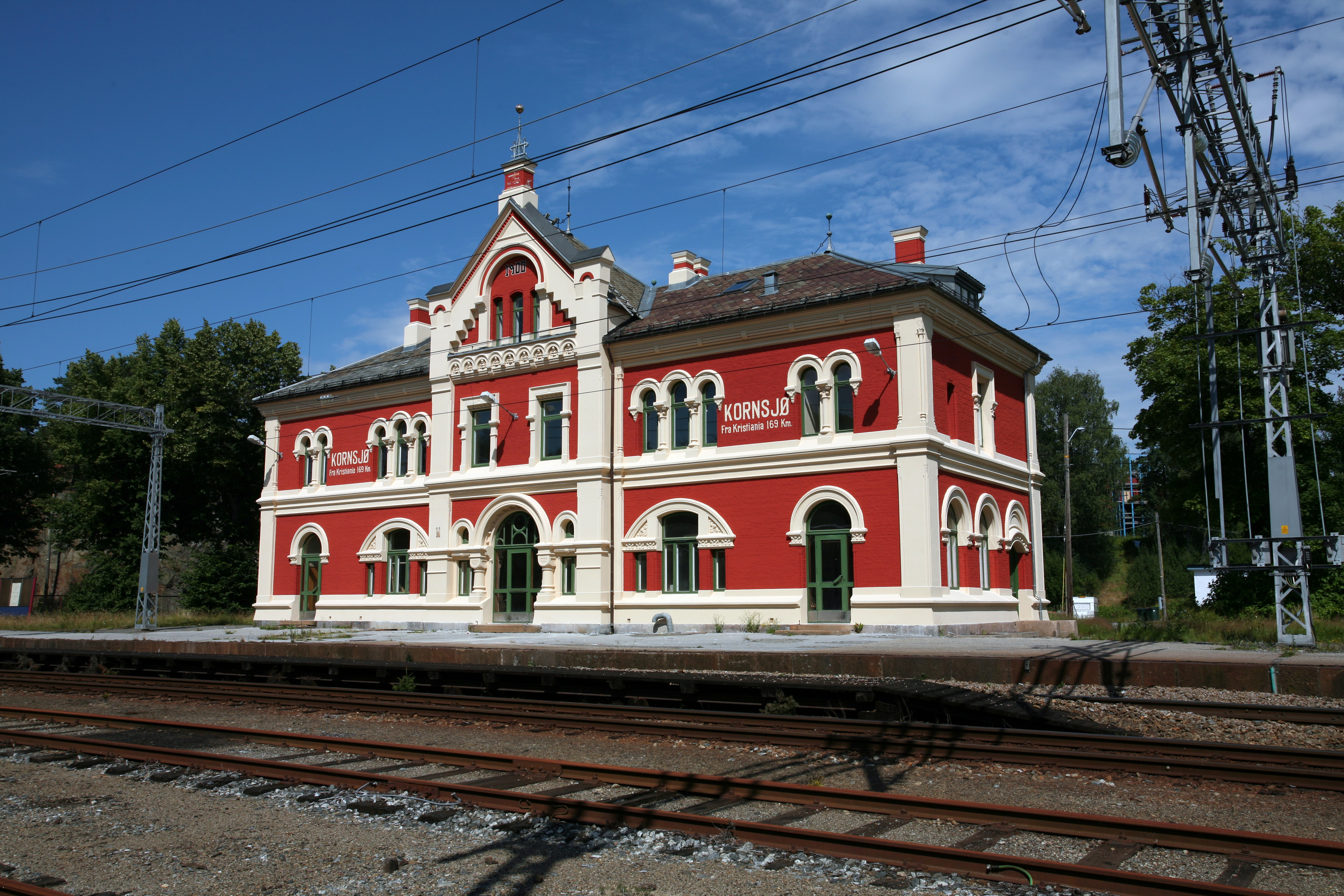
Station Kornsjø
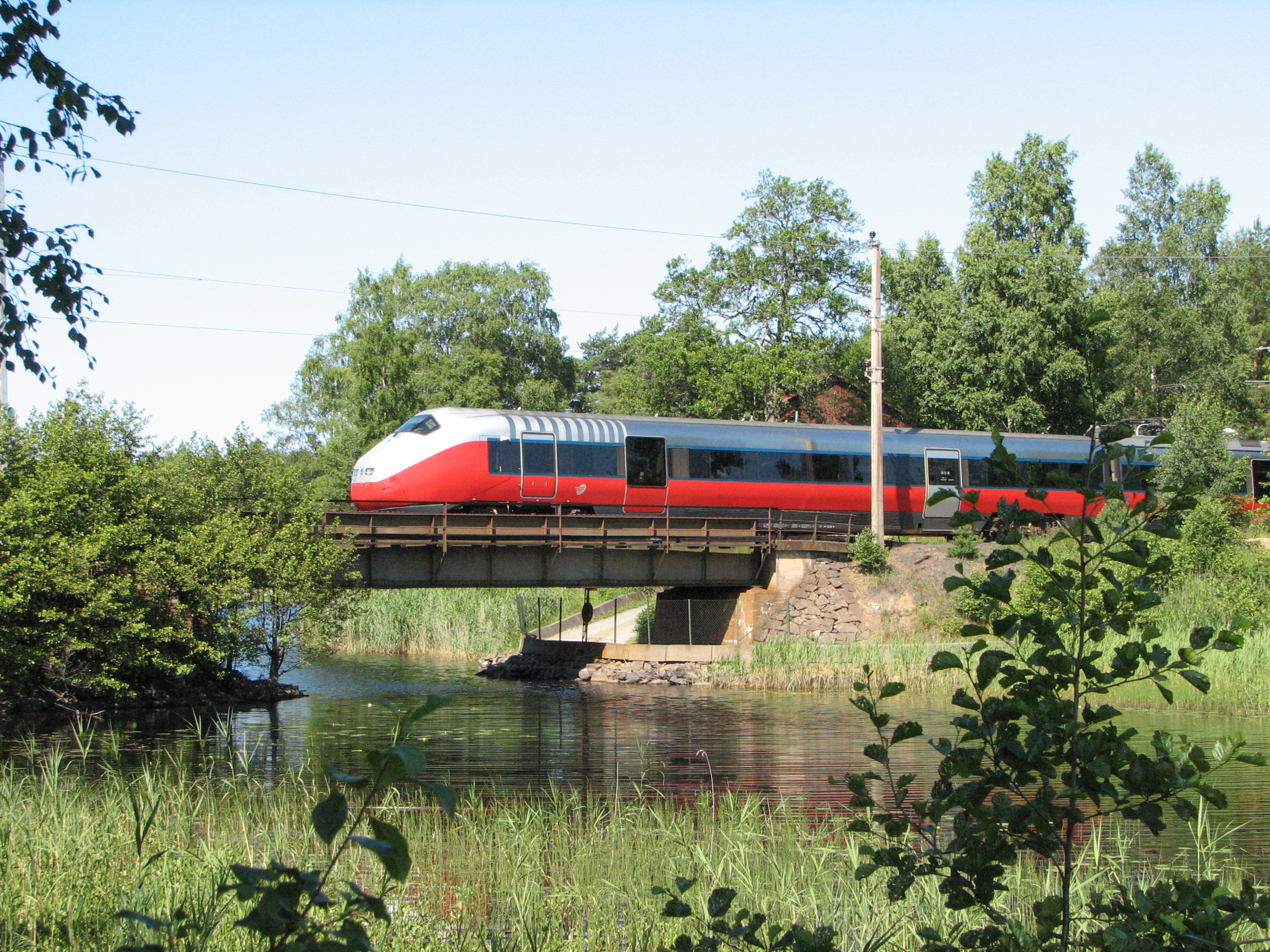
Bij de grens met Zweden